# Edissija
Edissija (ros. Эдиссия) – wieś w Rosji, w Kraju Stawropolskim, w rejonie kurskim. W 2010 liczyła 5801 mieszkańców, głównie Ormian.